# Марина-Сити
Марина Сити (англ. Marina City) — многофункциональный комплекс, расположенный в Чикаго, Иллинойс, на углу улиц Стейт-Стрит и Чикаго-Ривероуд. Находится на северном берегу реки Чикаго, в районе Чикаго-Луп. Комплекс состоит из двух 65-этажных башен, внешне напоминающих кукурузные початки, двух торговых центров, театра и марины. Самая известная работа архитектора Бертрана Голдберга. Здания были спроектированы в 1959 году, построены в 1960—1964 годах. При постройке впервые в Америке использовались башенные краны. Комплекс является местной достопримечательностью и неоднократно фигурировал в фильмах, литературных произведениях и компьютерных играх.

## Архитектура
Комплекс Марина Сити был разработан в 1959 году Бертраном Голдбергом. Строительство проходило в 1960—1964 годах, на него было потрачено 36 миллионов долларов.  По завершении строительства две башни были наиболее высокими жилыми зданиями и наиболее высокими железобетонными конструкциями в мире. Комплекс включал в себя театр, спортивный зал, бассейн, каток, боулинг, магазины и рестораны.
Первые 19 этажей здания Марина Сити занимает парковка, имеющая уникальный для середины 60-х дизайн — закрученная по спирали. Рассчитана на 896 парковочных машиномест. На 20 этаже расположена прачечная, спортивный зал, складские помещения, комнаты для конференций. Этажи с 21 по 60 отданы под квартиры, отличительной их особенностью является полное отсутствие прямых углов и граней — каждая квартира имеет форму сектора круга. Также в каждой комнате квартиры имеется панорамный балкон, некоторые балконы все ещё с потрясающими видами на Чикаго, виды с других балконов загорожены более высокими соседними зданиями.

## В культуре
Башни появляются как место действия в фильмах «Охотник», «Рыцарь дорог», «Ничего общего» и как элемент линии города в «Братья Блюз», «Феррис Бьюллер берёт выходной» и многих других. Изображения зданий использовались в обложках альбомов Yankee Hotel Foxtrot группы Wilco, Big Sexy Land группы Revolting Cocks и в клипе на песню Rockstar группы Nickelback.
Также, здания можно встретить в одной из миссий в игре Watch Dogs.